# Manning Galloway
Manning Galloway (* 27. April 1960 in Columbus, Ohio) ist ein ehemaliger US-amerikanischer Profiboxer und Weltmeister der WBO im Weltergewicht.

## Karriere
Galloway begann 1978 mit dem Profiboxen und kämpfte während seiner über 27-jährigen Karriere in den USA, Kanada, Südafrika, Italien, Frankreich, Puerto Rico, Dänemark, Australien, Großbritannien und Ungarn. Er gewann in seiner Aufbauphase 41 von 53 Kämpfen, bei elf Niederlagen und einem Unentschieden. Dabei besiegte er einige WM-Herausforderer und Boxer mit positiven Bilanzen wie Art Harris (32-1), Jerome Kinney (11-0), Lloyd Taylor (10-0), Darnell Knox (12-0), Kenny Snow (15-0) und Said Skouma (27-5). Gegen den späteren WBC-Weltmeister Luis Santana (26-4) verlor er 1986 nach Auswertung der Punktezettel. Zudem wurde er Ohio State Champion im Welter- und Halbmittelgewicht sowie US-amerikanischer Meister im Weltergewicht.
Im Dezember 1989 schlug er Veabro Boykin (23-3) beim Kampf um die vakante WBO-Weltmeisterschaft und verteidigte den Titel gegen den zweifachen Europameister Racheed Lawal (19-1), den australischen Commonwealth-Champion Jeff Malcolm (79-21) und den britischen Europameister Pat Barrett (32-1), sowie jeweils zweimal gegen Nika Khumalo (32-3, 35-4) und Gert Bo Jacobsen (29-2, 31-3). Beim dritten Kampf gegen Jacobsen im Februar 1993, verlor er schließlich seinen Titel durch Punktniederlage.
Gegen Anthony Jones (34-5), der im Laufe seiner Karriere um vier WM-Gürtel boxte, gewann er vorzeitig in der sechsten Runde und wurde Interimweltmeister der WBO. Beim Kampf um die reguläre Weltmeisterschaft im Dezember 1994, verlor er jedoch durch Punktentscheid gegen Eamonn Loughran (23-1). Von 1995 bis 2000 bestritt er keinen Kampf. 2004 gelang ihm noch ein glücklicher Punktsieg gegen den ehemaligen Amateurstar Ricardo Williams (9-1). Anschließend boxte er noch bis ins Jahr 2006, ohne jedoch eine weitere Titelchance zu erreichen.